# Zamek Bogenšperk
Zamek Bogenšperk (słoweń. Grad Bogenšperk) – renesansowy zamek z początku XVI wieku położony w Słowenii. Znajduje się w górach, w pobliżu miasta Litija, w odległości 40 km na wschód od stolicy – Lublany. 
Zamek pełnił różne funkcje i zmieniał właścicieli. Jednym z nich był XVII-wieczny naukowiec Vajkard Valvasor – geolog, badacz jaskiń, od 1687 roku członek elitarnego Royal Society of London.